# Bly
Bly är ett metalliskt grundämne. Som metall är bly beständigt mot luft och syror. Bly och alla dess föreningar har en tendens att lagras i människokroppen och kan genom blyförgiftning orsaka fosterskador, njurskador och bestående skador på det centrala nervsystemet. Långvarig lågdosexponering för bly via till exempel inandningsluft eller dricksvatten kan skada barns intellektuella utveckling redan vid låga doser. Vid temperatur över 600 °C är blyets ångtryck större än 1 mbar vilket ger en mycket giftig blyånga.
Bly skärmar av mot joniserande strålning och är särskilt effektiv mot röntgenstrålning. Därför är väggar och tak i röntgenrum klädda med bly.
På latin heter bly plumbum, därav den kemiska beteckningen Pb.

## Historik

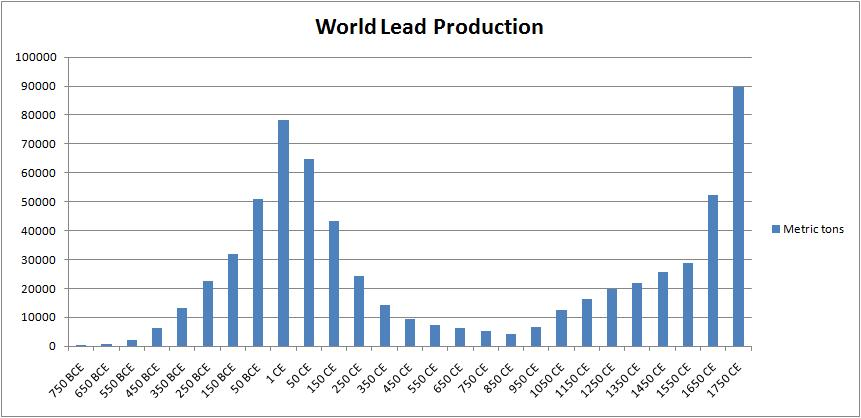
Världsproduktion av bly

Bly har använts i tusentals år trots att det inte är allmänt förekommande. Medelhalten i jordskorpan är bara 16 g/ton. Men bly är lätt att utvinna och lätt att arbeta med.
Bly förekommer i traditionella färgpigment som blyvitt och blymönja. Blymönja har främst använts som rostskyddspigment sedan mitten på 1800-talet.
Bly är en av de äldsta kända metallerna och har framställts metallurgiskt sedan tidig bronsålder i Egypten. Tidigt producerades bly i anslutning till de grekiska silvergruvorna där avfallet från silverframställningen – blyoxid (PbO) (som pigment bl.a. blyglete) – användes för framställning av bly.
Gruvdrift för brytning av blymalm och blyframställning i stor skala kännetecknar den romerska perioden, där fyndigheter i provinserna Britannien och Spanien utnyttjades.
Blymetall var mycket lätt att reducera direkt från blymalmen, vanligen en sulfidmalm, eller från avfallet från silverframställningen. Reduktionen gjordes antingen i öppna härdar eller i låga schaktugnar. I England övergick man med tiden till att använda flamugnar för blyreduktionen. I resten av Europa använde man fortfarande schaktugnar.
Den tidiga användningen omfattade sannolikt byggnadskonst i första hand eftersom bly användes för att fästa styrjärn i kolonnskaft och andra fogningar i stenbyggandet. Bly användes även i vattenledningar i hushållen i Grekland och i Rom. Under tidig europeisk medeltid började bly användas för taktäckningsändamål.
I Sverige har blymalm brutits sedan medeltiden, men enbart för silverframställning. Avfallet från silverframställningen togs inte tillvara förrän på 1800-talet då Sala silvergruva inriktade produktionen på bly istället för på silver.
Blyanvändningen i svensk byggnadskonst har varit relativt begränsad. Frånsett taken på vissa kyrkobyggnader (de flesta av danskt ursprung) har blymetall främst använts för att gjuta fast järn i stenkonstruktioner, som mellanlägg i kallmurade murverk av natursten och för infattning av fönsterglas och avtäckning på skorstenar.

## Relativ atommassa
Den relativa atommassan för bly är inte konstant runt jorden utan beroende av hur stor andel som ytterst kommer från de radioaktiva nukliderna 238U, 235U och 232Th. Därför har IUPACs Commission on Isotopic Abundances and Atomic Weights, CIAAW 2021 tagit fram ett nytt spann från 206,14 till 207,94. När man behöver ett enskilt värde kan  207,2 ± 1,1 användas.

## Användningsområden

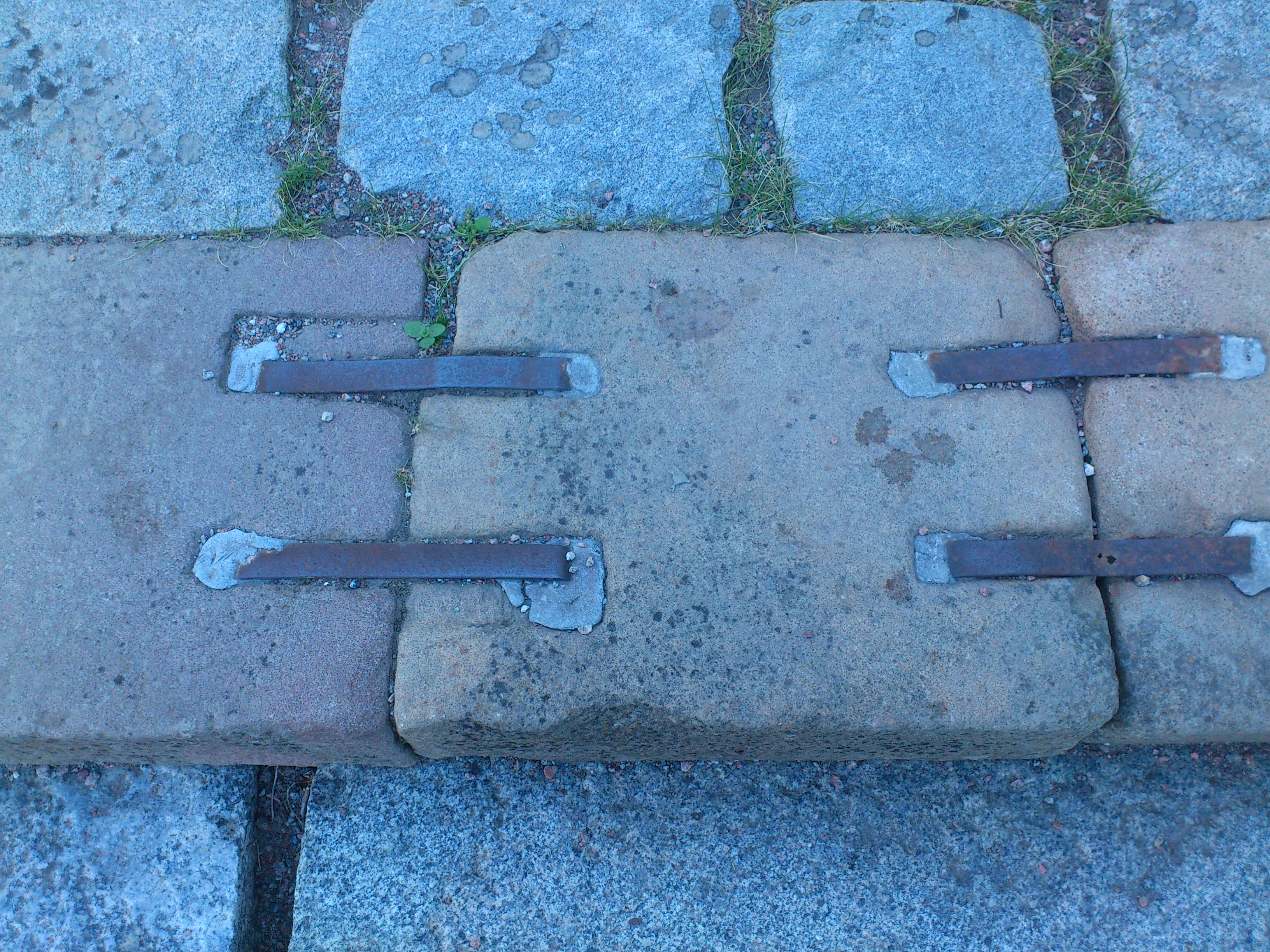
Bly har använts för att gjuta fast ankarjärnen i stentrappan till Viks slott

- Elektriska kablar. Legerat bly appliceras på kablar som förläggs i mark eller vatten då det utgör en utmärkt fuktspärr som varar i många år. Blyet appliceras med hjälp av en extruder som kontinuerligt applicerar ett sömlöst rör på kabeln.
- Organiska blyföreningar har sedan 1920-talet använts som antiknackmedel i motorbensin.[6] Först under 2021 blev bensinen blyfri i det sista användarlandet (Algeriet) [7]
- Rörledningar.
- Skyddsutrustning, till exempel i form av förkläden vid arbete med radioaktiva ämnen och vid röntgenundersökning.

- Legeringsämne i lödtenn.

- Bly och blyoxid är väsentliga komponenter i bly/syra-batterier, som har vidsträckt användning i motorfordon och reservkraftsanläggningar av allehanda slag.

- Blyplåt används som bordsbeläggning vid laddningsstationer för blybatterier, eftersom det är motståndskraftigt mot svavelsyra (batterisyra). En annan tillämpning av blyplåt är som täckning av tegelskorstenars krön i stället för förzinkad järnplåt, som inte står emot rökgaser.

- Om kopparlinor för åskledare skulle anslutas direkt till förzinkad takplåt eller stålmaster, skulle förbandet snabbt förstöras på grund av galvanisk korrosion. För att motverka det används mellanlägg av blyplåt och förblyade kabelskor med mera, som reducerar sprången i kontaktpotentialen.

- Blyhagel används i hagelammunition vid jakt.

- Bly används i vapenammunition som kärna på grund av sin densitet eller i pistol- och luftvapenammunition som kula.

- Bly används i kölar på segelbåtar då bly har en hög densitet. Massan i en blyköl utövar ett rätande vridmoment så att en segelbåt inte kapsejsar.

- Bly används i fiskesänken. På senare år har dock diskussioner uppkommit om att förbjuda detta på grund av giftigheten.[8]

- Bly har använts vid stenarbeten antingen för att förankra och fästa dubbjärn eller räcken i hål, eller som mellanlägg av blyplåt som ska täta och ta upp rörelser som skulle kunna skada stenen.

- Blymetall används vid restaurering av äldre gjutjärnsskulpturer, som drev, för ilödning eller spackling av gjutfel, enligt traditionell metod.

- Blystöpning har inom folkmedicinen använts för att diagnostisera och bota sjukdomar.

## Toxicitet
Bly är särskilt giftigt för barn under 3 år. 
Förgiftning ger diffusa symtom som trötthet och dålig aptit. Skadar de röda blodkropparna vilket kan ge blodbrist. Skadar nervsystemet. Även långvarig lågdosexponering, som inte medfört några tydliga symtom har visat sig kunna skada barns intellektuella utveckling. Det finns inte någon fastställd nivå, vid vilken barns blodblyhalt kan anses vara oskadlig. Gränsvärdet för bly i dricksvatten är 10 mikrogram per liter.  Miljökvalitetsnormen (MKN) för bly i luft sattes 1998 till 0,5 mikrogram per kubikmeter. 

## Bly i miljödebatten
Organiska blyföreningar (tetraetylbly och tetrametylbly) tillsattes i motorbensin i USA med början 1921 som ett billigt sätt att förbättra bränslets antiknackegenskaper. Innovationen ledde till utvecklingen av starkare bilmotorer, som kunde tillgodose förväntningarna hos de allt talrikare bilköparna. Redan från början sågs blytillsatserna av medicinska experter i USA som ett potentiellt folkhälsoproblem. Bil- och oljeindustriernas hälsoexpertis, däremot, efterlyste tydliga belägg för att det nya bränslet skulle medföra hälsorisker. Under de följande sextio åren kom på det sättet två konkurrerande riskvärderingar att skapa återkommande akademiska tvister mellan forskargrupper och olika medicinska specialiteter. Spridningen av avgasbly ökade i takt med bilismens snabba tillväxt först i västvärlden, men snart också globalt. Under 1980-talet kom till slut industriargumenten för blybensinen som produkt att framstå som ohållbara i takt med att allt fler forskningsstudier kunnat visa hur barns intellektuella utveckling utsatts för allvarliga och bestående skador till följd av kronisk lågdosexponering för miljöblyet.  Först under 2021 skulle blybensinen komma att förbjudas i det sista återstående landet, Algeriet.
Allvarliga förgiftningar av småbarn, som fått i sig flagor från blyhaltig färg i bristfälligt underhållna bostäder har länge varit ett omfattande hälsoproblem i flera länder. Inte minst har problemet uppmärksammats i USA, där blyhaltig färg förbjöds först i slutet av 1970-talet. I Sverige fasades blyvitt ut som färg för inomhusmålning redan mot slutet av 1800-talet, men färg med blypigment tilläts för utomhusmålning ända fram till 1920-talet.
Även i dricksvatten har blyföroreningar visat sig kunna vara ett allvarligt problem, eftersom äldre blyledningar fortfarande kan förekomma i vissa bostadsområden i bl. a. USA och Storbritannien. Detta är inte enbart ett historiskt problem. I staden Flint i Michigan beräknas 9 000 barn ha utsatts för hälsofarliga blyhalter, sedan stadens myndigheter under 2014 beslöt ta dricksvattnet från den flod, som flyter genom Flint. Kemiska föroreningar i flodvattnet löste ut bly i de ledningar, som fanns i den äldre bebyggelsen och barnens blodblyhalter steg till alarmerande nivåer. Först 2021 avslutades det rättsliga efterspelet, som ledde till kännbara juridiska påföljder för de närmast ansvariga och ett skadestånd till de boende på mer än fem miljarder kronor. 

## Namn
Namnet är detsamma på danska, norska och svenska, blý på isländska, blýggja på färöiska (uttal /plʊt͡ʃː/, blý förekommer poetiskt), blie på lågtyska eller lågsaxiska, bläi på luxemburgiska och blei på tyska, men övriga germanska språk (de frisiska språken, engelska, limburgska, nederländska och afrikaans) använder roten som förekommer i engelska lead.
Det nordgermanska bly går tillbaka på fornnordiskans blý, som i sin tur tros komma från en urgermansk form *blīwiją, med samma betydelse. Det urgermanska ordets ursprung är okänt, men kan vara urindoeuropeiskans hypotetiska *mleh₁y-, att vara svag, utmattad, trött, och är i så fall släkt med ordet blid, eller så är ursprunget ett språkligt substrat (jämför forngrekiska mólubdos och latinska plumbum).
Den kemiska beteckningen Pb kommer från det latinska namnet plumbum.

### Alkemi
I alkemilitteratur förekommer flera benämningar på bly och dess föreningar:
- Aabam
- Saturnus
- Plumbum nigrum (men ibland har man därmed menat antimon)
- Med plumbum candidum avses tenn.
- Plumbum ustum är blysulfid.